# Stefano Rizzardi
Stefano Rizzardi (Verona, 3 novembre 1925 – Lom di Canale, 25 ottobre 1943) è stato un militare italiano, dopo l'armistizio dell'8 settembre 1943 fu decorato di Medaglia d'oro al valor militare alla memoria dalla Repubblica Sociale Italiana, la prima concessa ad un suo militare.

## Biografia
Nacque a Verona il 3 novembre 1925, figlio del conte Giulio e della signora Elena. Dopo la firma dell'armistizio dell'8 settembre 1943 aderì alla Repubblica Sociale Italiana arruolandosi nell'Esercito Nazionale Repubblicano il 19 ottobre come Sergente Allievo Ufficiale presso il I Battaglione del Reggimento bersaglieri "Luciano Manara". Impiegato in combattimento sul fronte jugoslavo contro le forze di Tito, fu catturato insieme al caporale Sergio Bragaia dai partigiani comunisti italo-sloveni il 25 ottobre 1943 ad Auzza. Dopo essere stati a lungo torturati affinché passassero nelle file partigiane, entrambi vennero uccisi a Lom di Canale (Tolmino). Per il suo comportamento fiero ed altero davanti al plotone d'esecuzione il 26 ottobre fu decorato dal governo della RSI con la Medaglia d'oro al valor militare alla memoria, la prima conferita a un suo militare. In seguito gli venne intitolata la XXI Brigata Nera "Stefano Rizzardi".

### Annotazioni
1. ↑  Nel Reggimento bersaglieri militava anche il fratello Rizzardo, che preso prigioniero dalle forze titine riuscì ad evadere dal campo di concentramento dove era stato rinchiuso, e a ritornare in Italia.

### Fonti
1. 1 2 3 4  Vecchiato 2007, p. 8.
2. 1 2 3  Vecchiato 2007, p. 104.
3. 1 2  ACTA n.23, gennaio-marzo 1994, p. 8.

### Periodici
- Medaglie d'oro al valor militare in RSI, in ACTA della Fondazione R.S.I.-Istituto Storico, n. 23, Terranova Bracciolini, Fondazione della R.S.I.-Istituto Storico, gennaio-marzo 1994,  p. 8.